# Hokkaido
Hokkaido (jap. 北海道 prevedeno sjeverno-morski put) je najsjeverniji (glavni) otok Japana s površinom od 77.900 km² i 5,76 milijuna stanovnika. Glavni grad je Sapporo. Hokkaido nije dio starojapanske države, to je postao tijekom 19. stoljeća.
Najveći vrh je Asahi s 2290 m nadmorske visine.
Hokkaido i Honshu spaja podvodni tunel, "Seikan" koji je 54 km dug i time najduži tunel na svijetu.
Cijeli otok pripada prefekturi Hokkaidu.
Luke su Wakkanai i Abashiri.
Na otoku se nalaze aktivni vulkani.